# بوبي مورو
بوبي مورو (بالإنجليزية: Bobby Morrow)‏ (15 أكتوبر 1935 - 30 مايو 2020) هو لاعب أولمبي لرياضة ألعاب القوى من الولايات المتحدة. شارك في الأولمبياد الصيفي في 1956، وفاز بما مجموعه 3 ميداليات.

## الميداليات
| ذهب | فضة | برونز | المجموع |
| 3   | 0   | 0     | 3       |

## روابط خارجية
- بوبي مورو على موقع الاتحاد الدولي لألعاب القوى (الإنجليزية)
- بوبي مورو على موقع الاتحاد الأمريكي لسباقات المضمار والميدان، قاعة المشاهير (الإنجليزية)
- بوبي مورو على موقع اللجنة الأولمبية الدولية (الإنجليزية)
- بوبي مورو على موقع أوليمبيديا (الإنجليزية)